# Bjódóin
Bjódóin (japonsky: 平等院) je buddhistický chrám ve městě Udži v prefektuře Kjóto v Japonsku. Je společným chrámem školy Tendai a školy Čisté země. Byl postaven v roce 998 jako venkovské sídlo ministra zleva Minamoto no Šigenobua. Na chrám nechal budovu přeměnit v roce 1052 Fudžiwara no Jorimiči. Nejslavnější součástí chrámu je Fénixova síň (také nazývaná Amidova síň). Přilehlé budovy původního komplexu lehly popelem během bojů mezi severním a jižním dvorem roku 1336.
Fénixova síň (鳳凰堂 hóó-dó) dokončená v roce 1053 je příkladem fudžiwarské síně buddhy Amidy. Skládá se z hlavní, obdélníkové budovy, která má po stranách dvě, do „L“ tvarovaná, křídla (kryté chodby) a směrem dozadu „ocasní“ krytou chodbu. Hlavní budova stojí před velkým umělým jezírkem. Na střeše síně jsou sochy fengchuanga, čínského fénixe, v japonštině nazývaného hóó. Uvnitř je na vysokém podstavci uchovávána zlatá socha buddhy Amidy pocházející z roku 1053. Sochu vytvořil Džóčó Bušši, který použil nový způsob znázorňování proporcí a novou techniku (josegi), která umožňuje složit sochu z více samostatně opracovaných kusů dřeva. Malby raigó na dřevěných dveřích síně, jež znázorňují sestoupení Amidy, jsou ranými příklady jamato-e, japonského stylu malby. Na malbách je zobrazeno množství scenérií z okolí Kjóta.
Před budovou se rozkládá zahrada s jezírkem, které bylo v roce 1997 vypuštěno, aby zde mohl proběhnout archeologický průzkum.
Pro svou dlouhověkost a kulturní význam je chrám vyobrazen na japonské desetijenové minci. Bjódóin byl v prosinci 1994, spolu s dalšími památkami v okolí Kjóta, zapsán na Seznam světového dědictví UNESCO pod společným názvem Památky starobylého Kjóta. Fénixova síň, velká socha buddhy Amidy a několik dalších položek z Bjódóinu je také japonským národním pokladem.
Replika chrámu v polovičním měřítku byla v roce 1968 postavena v Údolí chrámů na Oahu, Havajské ostrovy.

## Fotogalerie

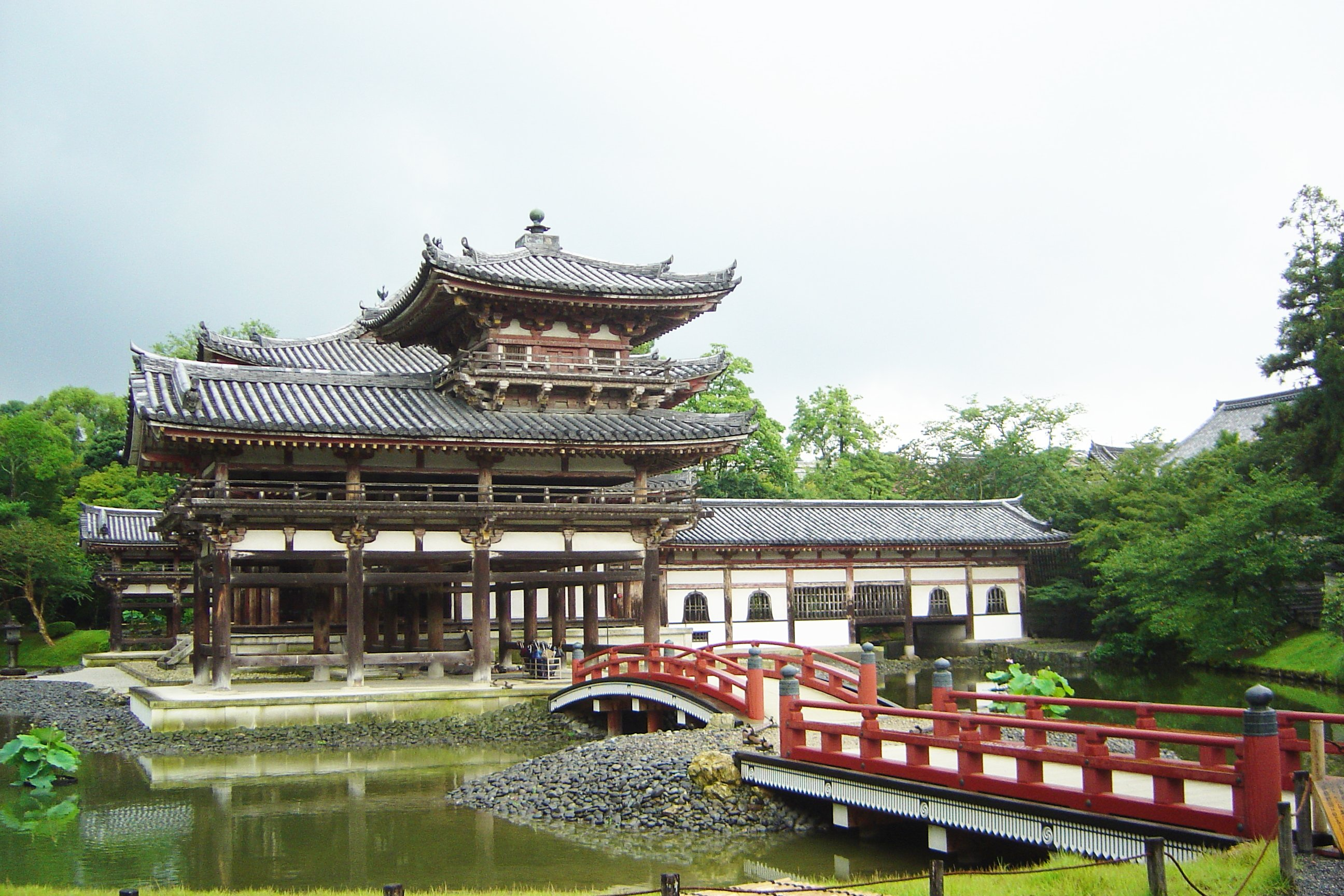
Pohled z boku
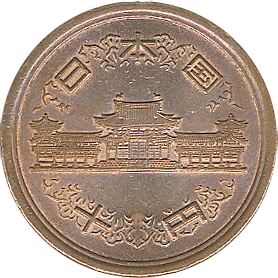
Japonská desetijenová mince s motivem Fénixovy síně chrámu Bjódóin
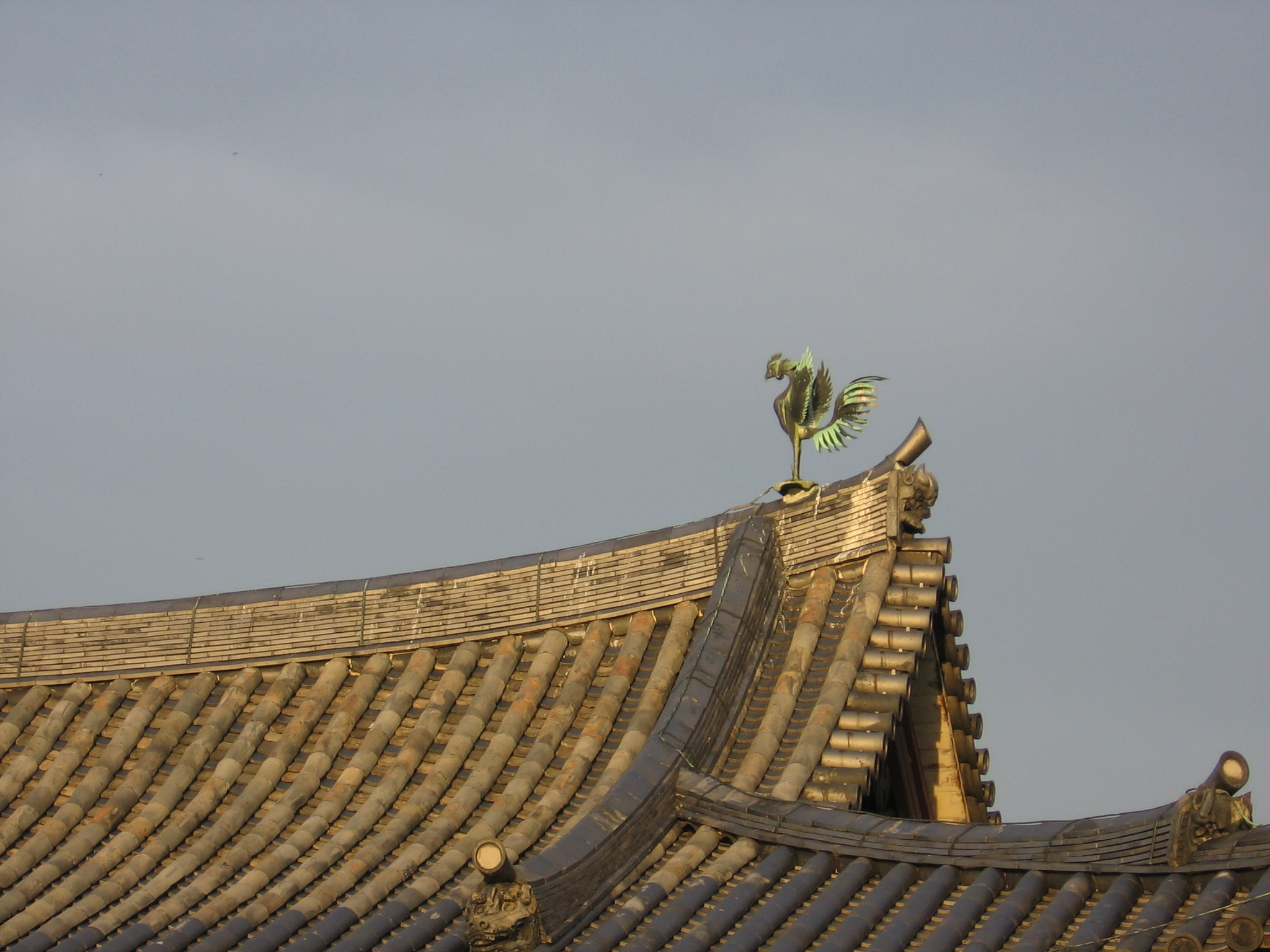
Čínský fénix
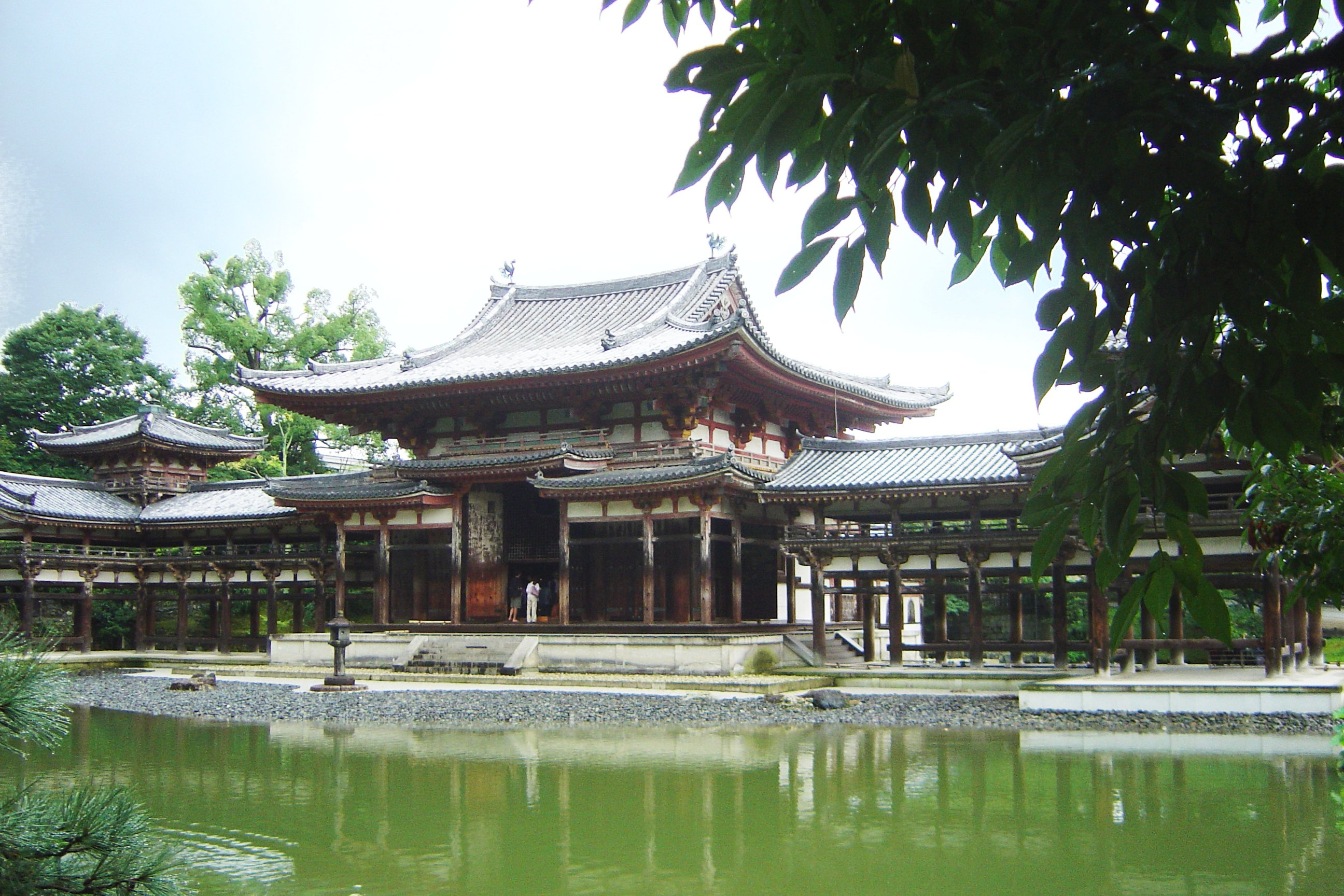
Pohled přes jezírko